# Nhóm ngôn ngữ Miến

Người nói ngôn ngữ Miến bản ngữ và các ngôn ngữ Hán-Tạng khác theo Ethnologue

Nhóm ngôn ngữ Miến là nhóm ngôn ngữ bao gồm tiếng Miến Điện chuẩn, tiếng Arakan và các phương ngữ Miến khác như phương ngữ Tavoy cũng như các ngôn ngữ phi văn chương được nói trên khắp Myanmar và Hoa Nam như tiếng A Xương, tiếng Lãng Nga, tiếng Lặc Kì và tiếng Tái Ngõa.

## Tên gọi
Có nhiều tên gọi khác nhau đặt cho nhóm ngôn ngữ này (Bradley 1997). 
| Tên tự gọi | Tên Cảnh Pha | Tên Miến Điện | Tên Trung Quốc           |
| ---------- | ------------ | ------------- | ------------------------ |
| Lăngaw     | Moru         | မရူ            | Lãng Tốc 浪速            |
| Tsaiwa     | Atsi         | ဇီး             | Tái Ngõa 载瓦            |
| Lachik     | Lashi        | လရှီ            | Lặc Kì 勒期, Lạt Kì 喇期 |
| Ngochang   | -            | မိုင်းသာ           | A Xương 阿昌             |
| Pela       | -            | ဖော်လာ            | Ba Lạp 波拉              |

Tại Trung Quốc, người Tsaiwa (载瓦/Tái Ngõa, tên gọi tiếng Trung địa phương: 小山/Tiểu Sơn), Lăngaw (浪峨/Lãng Nga, tên gọi tiếng Trung địa phương: 浪速/Lãng Tốc), Lashi (喇期/勒期/Lạt Kì/Lặc Kì, tên gọi tiếng Trung địa phương: 茶山/Trà Sơn) và Pela (波拉/Ba Lạp) được phân loại chính thức là người Cảnh Pha (景颇/Jingpho, Bolayu Yanjiu). Tên gọi tiếng Trung địa phương cho nhóm sắc tộc Cảnh Pha thực sự là  大山 (Đại Sơn).
Dai Qingxia (2005:3) liệt kê các tên tự gọi và tên gọi từ phía ngoài cho các nhóm sắc tộc Miến khác nhau cũng như cho người Cảnh Pha không nói tiếng Miến, với cả tên gọi tiếng Trung và phiên âm IPA (trong ngoặc đơn).
| Ngôn ngữ            | Người Lãng Nga 浪峨              | Người Cảnh Pha 景颇                  | Người Tái Ngõa 载瓦              | Người Lặc Kì 勒期               | Người Ba Lạp 波拉            |
| ------------------- | -------------------------------- | ------------------------------------ | -------------------------------- | ------------------------------- | ---------------------------- |
| Tên Lãng Nga 浪峨语 | Lang'e [lɔ̃˥˧˩vɔ˧˩] 浪峨 Lãng Nga | Bowo [pʰauk˥vɔ˧˩] 波沃 Ba Ốc         | Zha'e [tsa˧˥vɔ˧˩] 杂蛾 Tạp Nga   | Lashi [lă˧˩tʃʰik˧˥] 勒期 Lặc Kì | Buluo [pă˧˩lɔ˧˩] 布洛 Bố Lạc |
| Tên Cảnh Pha 景颇语 | Moru [mă˧˩ʒu˧˩] 默汝 Mặc Nhữ     | Jingpho [tʃiŋ˧˩pʰoʔ˧˩] 景颇 Cảnh Pha | Aji [a˧˩tsi˥] 阿纪 A Kỉ          | Leshi [lă˧˩ʃi˥] 勒施 Lặc Thi    | Boluo [po˧˩lo˧˩] 波洛 Ba Lạc |
| Tên Tái Ngõa 载瓦语 | Lelang [lă˨˩la̠ŋ˥˩] 勒浪 Lặc Lãng | Shidong [ʃi˥tu̠ŋ˥] 石东 Thạch Đông    | Zaiwa [tsai˧˩va˥˩] 载瓦 Tái Ngõa | Lashi [lă˨˩tʃʰi˥] 勒期 Lặc Kì   | Buluo [pă˨˩lo˨˩] 布洛 Bố Lạc |
| Tên Lặc Kì 勒期语   | Langwu [laŋ˧˩vu˥˩] 浪悟 Lãng Ngộ | Puwu [pʰuk˥vu˥˩] 铺悟 Phô Ngộ        | Zaiwu [tsai˧˩vu˥˩] 载悟 Tái Ngộ  | Lashi [lă˧˩tʃʰi˥˩] 勒期 Lặc Kì  | Buluo [pă˧˩lɔ˥˩] 布洛 Bố Lạc |
| Tên Ba Lạp 波拉语   | Longwa [lõ˧˩va˧˩] 龙瓦 Long Ngõa | Baowa [pʰauk˧˩va˧˩] 泡瓦 Bào Ngõa    | Diwa [ti˧˩va˧˩] 氐瓦 Để Ngõa     | Lashi [lă˧˩tʃʰi˥] 勒期 Lặc Kì   | Pela [po˧˩la˧˩] 波拉 Ba Lạp  |

Tên tự gọi của các dân tộc:
- Liao Vo 浪速 Lãng Tốc (Lang'e 浪峨 Lãng Nga): lɔ̃˥˧˩vɔ˧˩
- Jingpho 景颇 Cảnh Pha: tʃiŋ˧˩pʰoʔ˧˩
- Zaiwa 载瓦 Tái Ngõa: tsai˧˩va˥˩
- Lashi 勒期 Lặc Kì: lă˧˩tʃʰi˥˩
- Pela 波拉 Ba Lạp: po˧˩la˧˩

Người Trà Sơn tự gọi mình là ŋɔ˧˩tʃʰaŋ˥ (峨昌/Nga Xương) và gọi người Cảnh Pha là phuk˥, người Lạt Kì là tsai˧wu˧˩ (tsai˧wu˥˩), người Lãng Nga là lă˧˩laŋ˧˩, người Lật Túc là lji˧səu˧˩, và người Hán là la˧˩xɛ˧˩ (Đái 2010: 153).

## Ngôn ngữ

### Bradley (1997)
David Bradley đặt tiếng Ugong khác thường ở miền tây Thái Lan với nhóm ngôn ngữ Miến chứ không phải với nhóm ngôn ngữ Lô Lô:
- Ugong–Miến
  - Ugong (Gong)
  - Miến
    - Tiếng Miến
    - Nhóm ngôn ngữ Miến
      - Hpon/Hpun
      - Nhóm Miến lõi
        - Lãng Nga (Maru), Tái Ngõa (Atsi)
        - Lặc Kì (Lashi), A Xương (Achang); Ba Lạp (Bola); Tiên Đảo (Chintau, Xiandao)

### Mann (1998)
Mann (1998: 16, 137) thì khác, ông nhóm các tiếng Achang, Bela (có lẽ ông muốn nói đến tiếng Ba Lạp/Bola), Lashi, Maru và Atsi với nhau thành nhóm ngôn ngữ Miến Bắc.

### Nishi (1999)
Dựa trên sự xử lý khác biệt các khởi âm tiền thanh môn hoá từ ngôn ngữ Miến nguyên thủy, Nishi (1999: 68-70) chia nhóm ngôn ngữ Miến thành hai nhánh là Miến và Maru. Phân nhóm Miến biến các âm tắc tiền thanh môn hoá vô thanh thành các âm bật hơi vô thanh còn các âm vang tiền thanh môn hoá hữu thanh thành các âm vang vô thanh. Ngược lại, trong phân nhóm Maru, các âm tắc tiền thanh môn hoá vô thanh và các âm tắc xát vô thanh trở thành các âm tắc và tắc xát không bật hơi vô thanh với nguyên âm thanh quản hoá, còn các âm vang tiền thanh môn hoá hữu thanh trở thành các âm vang hữu thanh với nguyên âm thanh quản hoá. Phân nhóm Miến bao gồm tiếng Miến Điện, tiếng A Xương và tiếng Tiên Đảo (仙岛, Xiandao). Các ngôn ngữ Maru bao gồm tiếng Tái Ngõa (Atsi, Zaiwa), tiếng Lặc Kì (Lashi, Leqi), tiếng Lãng Nga (Lawngwaw, Maru, Langsu) và tiếng Ba Lạp (Bola). Nishi không phân loại tiếng Hpon và tiếng Nusu.

### Lama (2012)
Dựa trên những đổi mới trong hệ thống thanh điệu của chúng, Lama (2012: 177-179) phân loại các ngôn ngữ này như sau:
- Nhóm ngôn ngữ Miến
  - Cụm Miến (Miến Nam)
  - A Xương - Tái Ngõa (Miến Bắc) 
    - Cụm A Xương 
      - Tiếng A Xương (Achang)

    - Cụm Tái Ngõa 
      - Tiếng Ba Lạp (Pela, Bola)
      - Lặc Kì - Tái Ngõa (Leqi-Zaiwa) 
        - Tiếng Lặc Kì (Lashi, Leqi)
        - Tiếng Lãng Nga/Lãng Tốc (Lăngaw, Langsu (Maru), tiếng Tái Ngõa (Zaiwa, Atsi)

Tiếng Trà Sơn, một ngôn ngữ Miến Bắc được phát hiện gần đây, có liên quan chặt chẽ với tiếng Lặc Kì.
Tiếng Maingtha là một ngôn ngữ Miến Bắc mà những người nói thứ tiếng này được phân loại là một phân nhóm người Shan.